# Cleonymia coerulescens
Cleonymia coerulescens là một loài bướm đêm trong họ Noctuidae.